# 大阪府道124号桜井駅跡線
大阪府道124号桜井駅跡線（おおさかふどう124ごう さくらいえきあとせん）は、大阪府三島郡島本町を通る、かつて存在した一般府道である。

## 概要
三島郡島本町桜井1丁目から三島郡島本町江川2丁目に至る。
起点がJR西日本東海道本線沿いにあり、かつ路線名に「駅」が入っているが、廃止された鉄道駅という意味ではなく、駅家跡を指す。沿線に存在する鉄道駅は長らく阪急京都本線 水無瀬駅の1つのみであったが、起点には2008年（平成20年）に島本駅が設置され、以降は同駅と一般国道を連絡する路線となっていた。

### 路線データ
大阪府告示に基づく起終点および経過地は次のとおり。
- 起点：三島郡島本町桜井1丁目（桜井駅跡：青葉1丁目交差点[注釈 2]京都府道・大阪府道67号西京高槻線交点）
- 終点：三島郡島本町江川2丁目（水無瀬交差点、国道171号交点）
- 重要な経過地：なし
- 総延長：0.550 km[注釈 1][1]

## 歴史
本路線は、道路法（昭和27年法律第180号）第7条の規定に基づき、一般府道として1959年（昭和34年）に大阪府が初回認定した路線の1つである。2011年（平成23年）に廃止され、島本町に移管された。

### 年表
- 1959年（昭和34年）12月1日 - 大阪府が一般府道桜井駅跡線として路線認定。整理番号は109[3]。当時の終点表記は二級国道京都神戸線交点で、路線延長は0.552 kmあった[4]。
- 2011年（平成23年）9月13日 - 大阪府が一般府道桜井駅跡線を廃止[2]。

## 路線状況

### 通称
- 楠公道路（楠木正成父子の桜井の別れにちなむ）

## 地理

### 通過していた自治体
- 大阪府
  - 三島郡島本町

### 交差していた道路
| 交差していた道路                                    | 交差していた場所 | 交差していた場所       |
| --------------------------------------------------- | ---------------- | ---------------------- |
| 京都府道・大阪府道67号西京高槻線                    | 桜井1丁目        | 青葉1丁目交差点 / 起点 |
| 国道171号 大阪府道・京都府道14号大阪高槻京都線 重複 | 江川2丁目        | 水無瀬交差点 / 終点    |

### 交差していた鉄道
- 阪急京都本線
- 東海道新幹線

### 沿線
- 桜井駅跡（史跡）
- JR西日本東海道本線 島本駅
- 島本町立第一中学校
- 阪急京都本線 水無瀬駅
- 淀川（右岸河川敷）